# Hamza Younés
Hamza Younés (în arabă حمزة يونس; n. 16 aprilie 1986, Monastir, Guvernoratul Monastir, Tunisia) este un fotbalist tunisian care joacă pe postul de atacant pentru echipa din Soùper Ligk 2[*], FC Larisa.

## Palmares

### CS Sfax
- Cupa Președintelui Tunisiei: 2009
- Cupa Confederației CAF: 2007, 2008
- Cupa Cupelor Africii de Nord: 2009

### Petrolul Ploiești
- Cupa României: 2012–13

## Scandalul cu Radu Mazăre
La 13 august 2013, Hamza a susținut că a fost bătut de către body-guarzii primarului Constanței, Radu Mazăre. . Hamza a depus o plângere penală pe numele lui Mazăre pentru agresiune. Radu Mazăre a susținut că Hamza l-ar fi agresat și a depus plângere penală pe numele fotbalistului pentru tentativă de omor. Scandalul a generalizat rapid, sute de suporteri ai Petrolului manifestând împotriva primarului. 